# Campeonato Mundial de Esquí Acrobático de 1997
El VI Campeonato Mundial de Esquí Acrobático se celebró en el complejo de esquí Iizuna Kogen en las afueras de la ciudad de Nagano (Japón) entre el 4 y el 9 de febrero de 1997 bajo la organización de la Federación Internacional de Esquí (FIS) y la Asociación Japonesa de Esquí.

## Medallistas

### Masculino
| Evento              | Oro                                     | Plata                                 | Bronce                                |
| ------------------- | --------------------------------------- | ------------------------------------- | ------------------------------------- |
| Baches (08.02)      | Jean-Luc Brassard · Canadá · 27,52 pts. | Stéphane Rochon · Canadá · 26,00 pts. | Jesper Rönnbäck · Suecia · 25,43 pts. |
| Acrobacias (07.02)  | Fabrice Becker Francia 26,89            | Ian Edmondson Estados Unidos 26,39    | Heini Baumgartner · Suiza · 25,39     |
| Salto aéreo (09.02) | Nicolas Fontaine · Canadá · 254,97      | Eric Bergoust Estados Unidos 245,63   | Andrew Capicik · Canadá · 235,38      |
| Combinada (06.02)   | Darcy Downs · Canadá · 30,00            | Toben Sutherland · Canadá · 27,60     | Oleg Kuleshov · Bielorrusia · 24,00   |

### Femenino
| Evento              | Oro                               | Plata                                      | Bronce                                      |
| ------------------- | --------------------------------- | ------------------------------------------ | ------------------------------------------- |
| Baches (08.02)      | Candice Gilg Francia 24,84 pts.   | Donna Weinbrecht Estados Unidos 24,60 pts. | Tatjana Mittermayer · Alemania · 24,19 pts. |
| Acrobacias (07.02)  | Oxana Kushchenko · Rusia · 25,80  | Åsa Magnusson · Suecia · 25,25             | Annika Johansson · Suecia · 25,25           |
| Salto aéreo (09.02) | Kirstie Marshall Australia 197,91 | Michèle Rohrbach · Suiza · 177,84          | Veronica Brenner · Canadá · 176,78          |

## Medallero
| Núm. | País           | Oro | Plata | Bronce | Total |
| ---- | -------------- | --- | ----- | ------ | ----- |
| 1    | Canadá         | 3   | 2     | 2      | 7     |
| 2    | Francia        | 2   | 0     | 0      | 2     |
| 3    | Australia      | 1   | 0     | 0      | 1     |
| 3    | Rusia          | 1   | 0     | 0      | 1     |
| 5    | Estados Unidos | 0   | 3     | 0      | 3     |
| 6    | Suecia         | 0   | 1     | 2      | 3     |
| 7    | Suiza          | 0   | 1     | 1      | 2     |
| 7    | Alemania       | 0   | 0     | 1      | 1     |
| 7    | Bielorrusia    | 0   | 0     | 1      | 1     |
|      | TOTAL          | 7   | 7     | 7      | 21    |